# Marta Gałuszewska
Marta Gałuszewska, znana też jako MVRT (ur. 23 lutego 1994 w Elblągu) – polska piosenkarka i autorka tekstów.
Zwyciężczyni ósmej edycji programu The Voice of Poland (2017).

## Rodzina i edukacja
Wychowała się w Elblągu. Jest córką Marka i Małgorzaty Gałuszewskich. Ma młodszego o siedem lat brata Michała.
Chodziła do Szkoły Podstawowej nr 1. Naukę kontynuowała w II liceum ogólnokształcącym w Elblągu. Szkoliła się u Agnieszki Kamińskiej w Open Voice Studio w Gdańsku. Ukończyła studia I stopnia z amerykanistyki na Uniwersytecie Gdańskim.

## Kariera muzyczna
W trakcie nauki w szkole podstawowej została wokalistką zespołu Szalone Małolaty, z którym współpracowała przez kolejne sześć lat. Brała udział w różnych konkursach wokalnych m.in. w Finałowej Gali Młodych Talentów 2011 w Bydgoszczy. W 2012 wystąpiła w programie Bitwa na głosy, występując jako część chóru z Elbląga prowadzonego przez Ryszarda Rynkowskiego, z którym zajęli drugie miejsce. Po udziale w konkursie wraz z Piotrem Pisarkiewiczem stworzyła zespół Lightweight, z którym wygrali festiwal „Talent 2013” w Pasłęku. W nagrodę otrzymali możliwość realizacji autorskiego singla w Radiu Olsztyn, czego efektem było wydanie piosenki „Circles” wraz z teledyskiem stworzonym dzięki Elbląskiej Grupie Filmowej.
W 2015 wraz z gitarzystą Hubertem Radoszką wzięła udział w eliminacjach do 10. edycji konkursu talentów Polsatu Must Be the Music. Tylko muzyka. W duecie grali na ulicach, w lokalach, knajpach i pubach, wystąpili też  m.in. na elbląskiej Wielkiej Orkiestrze Świątecznej Pomocy i w finale programu Metamorfoza – Twoje piękno w dobrych rękach. Współpracowała także z zespołem Divergent, z którym nagrała covery i grała głównie w miejscach publicznych Trójmiasta i okolic.
W 2017 zwyciężyła w finale ósmej edycji programu TVP2 The Voice of Poland, a w nagrodę otrzymała czek na 50 tys. zł oraz możliwość podpisania kontraktu płytowego z Universal Music Polska. W styczniu 2018 podczas koncertu noworocznego w Teatrze im. Aleksandra Sewruka w Elblągu odebrała nagrodę specjalną z rąk prezydenta miasta za „wybitne osiągnięcia na rzecz rozwoju i promocji miasta”. Po podpisaniu kontraktu muzycznego wydała singiel „Nie mów mi nie”, który stał się radiowym przebojem. 3 marca 2018 z anglojęzyczną wersją piosenki („Why Don’t We Go”) zajęła piąte miejsce w finale krajowych eliminacji do 63. Konkursu Piosenki Eurowizji. Wiosną 2018 nawiązała współpracę z producenckim duetem Kush Kush i wystąpiła gościnnie w ich utworze „Sweet & Bitter”, a w lipcu wraz z Eweliną Lisowską i Honoratą Skarbek nagrała piosenkę „Tylko mój” do filmu animowanego Książę Czaruś, w którym użyczyła także głosu Królewnie Śnieżce. W 2019 nawiązała współpracę z Gromeem, z którym nagrała m.in. „Love You Better”, „Share the Joy” (motyw przewodni Konkursu Piosenki Eurowizji dla Dzieci 2019) i „Ten moment” (powstały na potrzeby ścieżki dźwiękowej do serialu 19+). 24 stycznia 2020 wystąpiła podczas koncertu charytatywnego Artyści dla Mai, który odbył się w warszawskim klubie „Stodoła”. W 2020 zajęła czwarte miejsce w finale 13. edycji programu rozrywkowego Polsatu Twoja twarz brzmi znajomo.
Od czerwca 2020 występuje pod pseudonimem MVRT, pod którym nagrała singiel „Rooftop” z udziałem Vijaya i Sofii Zlatko.

## Dyskografia
Extended plays
| Rok  | Dane dot. albumu                                                                                  |
| ---- | ------------------------------------------------------------------------------------------------- |
| 2019 | Reasons - Wydany: 1 marca 2019 - Wytwórnia: Universal Music Polska - Format: CD, digital download |

Single
| Rok                                                      | Tytuł                                                  | Najwyższe pozycje na listach | Najwyższe pozycje na listach | Najwyższe pozycje na listach | Certyfikat             | Sprzedaż       | Album        |
| Rok                                                      | Tytuł                                                  | POL                          | POL                          | POL                          | Certyfikat             | Sprzedaż       | Album        |
| Rok                                                      | Tytuł                                                  | AirPlay                      | AirPlay nowości              | Dance                        | Certyfikat             | Sprzedaż       | Album        |
| -------------------------------------------------------- | ------------------------------------------------------ | ---------------------------- | ---------------------------- | ---------------------------- | ---------------------- | -------------- | ------------ |
| 2017                                                     | „Nie mów mi nie”                                       | 5                            | 2                            | –                            | - POL: platynowa płyta | - POL: 20 000+ | –            |
| 2018                                                     | „Why Don’t We Go”                                      | –                            | –                            | 38                           | brak                   | brak danych    | –            |
| 2018                                                     | „Jeden dzień”                                          | –                            | –                            | –                            | brak                   | brak danych    | –            |
| 2018                                                     | „Givin’ You Up”                                        | –                            | –                            | –                            | brak                   | brak danych    | Reasons (EP) |
| 2018                                                     | „Reasons”                                              | –                            | –                            | –                            | brak                   | brak danych    | Reasons (EP) |
| 2019                                                     | „Show me”                                              | –                            | –                            | –                            | brak                   | brak danych    | Reasons (EP) |
| 2019                                                     | „Jeszcze ja”                                           | –                            | –                            | –                            | brak                   | brak danych    | Reasons (EP) |
| 2019                                                     | „That’s Just Life”                                     | –                            | –                            | –                            | brak                   | brak danych    | –            |
| 2019                                                     | „Szukam nas” (oraz Jeremi Sikorski)                    | –                            | –                            | –                            | brak                   | brak danych    | –            |
| 2020                                                     | „Ten moment” (gościnnie: Gromee)                       | –                            | –                            | –                            | brak                   | brak danych    | –            |
| 2020                                                     | „Rooftop” (jako MVRT, gościnnie: Vijay i Sofia Zlatko) | –                            | –                            | –                            | brak                   | brak danych    | –            |
| 2020                                                     | „Tylko z Tobą” (oraz Adam Graf)                        | –                            | –                            | –                            | brak                   | brak danych    | –            |
| 2021                                                     | „Bonnie & Clyde” (oraz Kaen)                           | –                            | –                            | –                            | brak                   | brak danych    | Jason        |
| 2021                                                     | „S.O.S” (oraz Adam Graf)                               | –                            | –                            | –                            | brak                   | brak danych    | –            |
| „–” oznacza, że singel nie był notowany na danej liście. |                                                        |                              |                              |                              |                        |                |              |

Z gościnnym udziałem
| Rok                                                      | Tytuł                                                      | Najwyższe pozycje na listach | Najwyższe pozycje na listach | Najwyższe pozycje na listach | Najwyższe pozycje na listach | Najwyższe pozycje na listach | Album |
| Rok                                                      | Tytuł                                                      | POL                          | POL                          | BLR                          | WNP                          | WNP                          | Album |
| Rok                                                      | Tytuł                                                      | AirPlay                      | AirPlay nowości              | BLR                          | Radio                        | Radio & YouTube              | Album |
| -------------------------------------------------------- | ---------------------------------------------------------- | ---------------------------- | ---------------------------- | ---------------------------- | ---------------------------- | ---------------------------- | ----- |
| 2018                                                     | „Sweet & Bitter” (Kush Kush, gościnnie: Marta Gałuszewska) | 17                           | 2                            | 26                           | 59                           | 88                           | –     |
| 2019                                                     | „Perfekcja” (Kaen, gościnnie: Marta Gałuszewska)           | –                            | –                            | –                            | –                            | –                            | 2020  |
| 2019                                                     | „Love You Better” (Gromee, gościnnie: Marta Gałuszewska)   | 10                           | –                            | –                            | –                            | –                            | –     |
| 2019                                                     | „Share The Joy” (Gromee, gościnnie: Marta Gałuszewska)     | 2                            | 3                            | –                            | –                            | –                            | –     |
| „–” oznacza, że singel nie był notowany na danej liście. |                                                            |                              |                              |                              |                              |                              |       |

## Teledyski
| Rok  | Tytuł                                   | Reżyseria           |
| ---- | --------------------------------------- | ------------------- |
| 2018 | „Nie mów mi nie”                        | Pascal Pawliszewski |
| 2018 | „Why Don’t We Go”                       | Pascal Pawliszewski |
| 2018 | „Sweet & Bitter” (gościnnie: Kush Kush) | –                   |
| 2018 | „Jeden dzień”                           | Pascal Pawliszewski |
| 2018 | „Givin’ You Up”                         | Dawid Ziemba        |
| 2018 | „Reasons”                               | Dawid Ziemba        |
| 2019 | „Show me”                               | Dawid Ziemba        |
| 2019 | „Jeszcze ja”                            | Dawid Ziemba        |